# Antal Vágó
Antal Vágó (Pásztó, 9 agosto 1891 – Budapest, 30 dicembre 1944) è stato un calciatore ungherese, di ruolo difensore.

## Carriera

### Nazionale
Ha collezionato 17 presenze con la propria Nazionale.